# Bryobia urticae
Bryobia urticae är en spindeldjursart som beskrevs av Sayed 1946. Bryobia urticae ingår i släktet Bryobia och familjen Tetranychidae. Inga underarter finns listade.